# سفارة لاتفيا في لندن
سفارة لاتفيا في لندن هي البعثة دبلوماسية لجمهورية لاتفيا لدى المملكة المتحدة. يقع القسم القنصلي لجوازات السفر والتأشيرات والخدمات الأخرى في The Grove House، 248A Marylebone Road، London، NW1 6JF (المدخل من شارع ليسون جروف).

## روابط خارجية
- موقع رسمي